# Long Branch (New Jersey)
Long Branch – miasto w Stanach Zjednoczonych, w stanie New Jersey, w hrabstwie Monmouth.
Z Long Branch pochodzi m.in. Frank Pallone, kongresman ze stanu New Jersey. W mieście tym urodził się również piosenkarz Bruce Springsteen.
W mieście rozwinął się przemysł włókienniczy oraz elektroniczny.